# 13e division d'infanterie (Pologne)
Pour les articles homonymes, voir 13e division.
La  13e division d’infanterie Karpacka est une des divisions d'infanterie de l'armée polonaise durant la Guerre soviéto-polonaise et Seconde Guerre mondiale.

## Différentes dénominations
- août 1918 : formation de la 1re division polonaise (ou 1re division de fusiliers polonais, en polonais : 1 Dywizja Strzelców Polskich) à partir de la 63e division d'infanterie française[1]
- septembre 1919 : devient la 13e division d'infanterie (en polonais : 13 Dywizję Piechoty)
- septembre 1939 : dissolution

## Théâtres d'opérations
- septembre 1919 — mars 1921: Guerre soviéto-polonaise
- 1er septembre au 6 octobre 1939 : Campagne de Pologne

## Composition

### 1918
La 1re division d'infanterie polonaise est constituée en août 1918 avec les unités suivantes :
- 1er régiment de fusiliers polonais (pl)
- 2e régiment de fusiliers polonais (pl)
- 3e régiment de fusiliers polonais (pl)
- Un bataillon de pionniers du 131e régiment d'infanterie territoriale français
- Un escadron du 3e régiment de chasseurs français
- Un escadron de chevaux-légers polonais
- 216e régiment d'artillerie français
- un groupe du 1er régiment d'artillerie de campagne (pl) polonais

### 1939
(juin 2022).
Kwatera Główna 13 DP (le commandement 13e division d'infanterie)
- 43e régiment de fusiliers (pl)
- 44e régiment de fusiliers (pl)
- 45e régiment de fusiliers (pl)
- 13e régiment d'artillerie légère (pl)
- 13 dywizjon artylerii ciężkiej typ II z plutonem taborowym nr 13
- 13 batalion saperów typ IIa
- drużyna przeprawowa pionierów piechoty nr 13
- bateria artylerii przeciwlotniczej motorowa typ A nr 13
- kompania telefoniczna 13 DP
- pluton łączności (stacyjny) Kwatery Głównej 13 DP
- pluton radiowy 13 DP
- drużyna parkowa łączności 13 DP
- pluton pieszy żandarmerii nr 13
- szwadron kawalerii dywizyjnej nr 13
- kompania kolarzy nr 22
- samodzielna kompania karabinów maszynowych i broni towarzyszącej nr 22
- kompania asystencyjna (sztabowa) nr 122
- dowództwo grupy marszowej służb typ II nr 209
- kolumna taborowa parokonna nr 209
- kolumna taborowa parokonna nr 210
- kolumna taborowa parokonna nr 211
- kolumna taborowa parokonna nr 212
- dowództwo grupy marszowej służb typ II nr 210
- kolumna taborowa parokonna nr 213
- kolumna taborowa parokonna nr 214
- kolumna taborowa parokonna nr 215
- kolumna taborowa parokonna nr 216
- warsztat taborowy parokonny nr 209
- samodzielny patrol meteorologiczny nr 13
- pluton parkowy uzbrojenia nr 202
- park intendentury nr 202
- kompania sanitarna nr 202
- szpital polowy nr 202
- zespół przeciwgazowy nr 202
- polowa kolumna dezynfekcyjno – kąpielowa nr 202
- polowa pracownia bakteriologiczno – chemiczna nr 202
- polowa pracownia dentystyczna nr 202
- sąd polowy nr 13
- poczta polowa nr 46
- ośrodek zapasowy 13 DP
- batalion marszowy 43 pp
- batalion marszowy 44 pp
- batalion marszowy 45 pp

## Commandants successifs

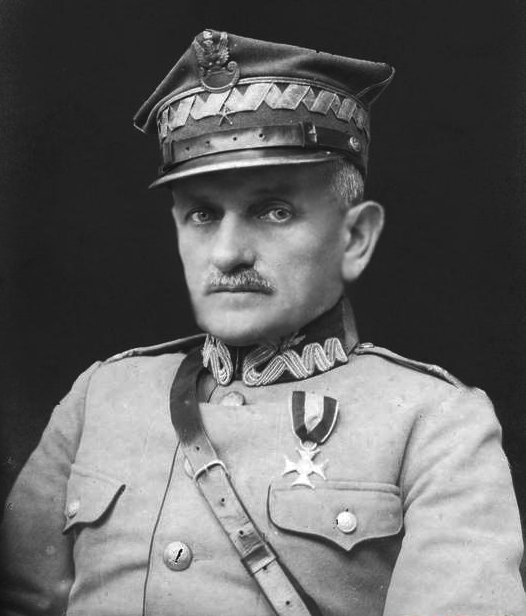
Leonard Skierski

| Date                                            | Grade                     | Commandant                    |
| ----------------------------------------------- | ------------------------- | ----------------------------- |
| 3 juillet 1918 - 4 août 1918[réf. nécessaire]   | Général de Brigade        | Joseph Ecochard               |
| 2 décembre 1918 - 21 mars 1919[réf. nécessaire] | Général de Brigade        | Jean Vidalon                  |
|                                                 | Général de Brigade        | Joseph Jean Bernard (pl)      |
| septembre - 15 décembre 1919                    | generał podporucznik      | Leonard Skierski              |
| 15 décembre 1919 - 20 avril 1920                | generał podporucznik      | Jan Romer                     |
| 20 avril 1920 - 13 août 1920                    | pułkownik                 | Franciszek Paulik             |
| 13 août 1920 - 9 novembre 1920                  | generał podporucznik      | Stanisław Haller              |
| 10 novembre 1920 - octobre 1921                 | generał podporucznik      | Adam Nowotny                  |
| octobre 1921 - mars 1922                        | generał podporucznik      | Paweł Szymański               |
| 9 avril 1922 - 1er avril 1923                   | pułkownik Sztabu Głównego | Julian Stachiewicz            |
| 1er avril 1923 - 15 janvier 1925                | Général de Brigade        | Marian Kukiel                 |
| 15 janvier 1925 - 28 février 1935               | Général de Brigade        | Edmund Knoll-Kownacki         |
| 28 février 1935 - janvier 1938                  | pułkownik dyplomowany     | Aleksander Zygmunt Myszkowski |
| janvier 1938 - 23 août 1939                     | pułkownik dyplomowany     | Józef Ćwiertniak              |
| 23 août 1939                                    | pułkownik dyplomowany     | Władysław Zubosz-Kaliński     |